# Kempisch Legioen
Het Kempisch Legioen (KL) was een Belgische verzetsgroepering tijdens de Tweede Wereldoorlog,

## Geschiedenis
Het Kempisch Legioen werd in augustus 1942 opgericht door adjudant Omer Bobon, een beroepsmilitair die voor de oorlog actief was bij het Achtste Linieregiment in Turnhout. Het KL opereerde in de Kempen in de provincies Antwerpen en Limburg. In september 1942 telde het legioen 3 officieren, 44 onderofficieren en 160 soldaten maar einde 1942 waren er volgens de leiding 4500 leden (bronnenonderzoek duidt aan dat er eerder sprake is van een 900-tal leden). Het legioen hield zich bezig met het verzamelen van informatie, transport van wapens en dergelijke, hulp aan gevangenen, onderduikers en gevallen piloten.
Begin maart 1944 werden er massaal arrestaties verricht door de Geheime Feldpolizei en werden onder andere Bobon en een aantal andere officieren gearresteerd. De activiteiten werden uit voorzichtigheid een aantal weken opgeschort en Georges Dupret werd de nieuwe bevelhebber.
Na de landing in Normandië kwam de verzetsgroep in september 1944 meer in actie met sabotagedaden tegen de terugtrekkende Duitse troepen. Op 23 september werd Turnhout bevrijd en trok een aantal leden mee met de geallieerden om deel te nemen aan de bevrijdingsgevechten in het noorden van het land en in Nederland. Het verzet werd ook ingezet voor de eerste ordehandhaving en de vorming van een nieuw Belgisch leger.
Op 3 maart 1961 werd in het Belgisch Staatsblad de erkenning als verzetsgroep gepubliceerd van het Kempisch Legioen, en de andere verzetsgroepen Service D en de Nationale Koninklijke Beweging.

## Organisatie
Het Kempisch legioen werd gedurende de oorlog onderverdeeld in pelotons die plaatselijk actief waren :
- 1e peloton: Turnhout en Oud-Turnhout.
- 2e peloton: Mol, Balen, Meerhout, Olmen.
- 3e peloton: Weelde, Poppel, Ravels, Arendonk, Retie, Postel, Dessel.
- 4e peloton: Kasterlee, Lichtaard, Tielen, Geel, Eindhout, Vorst, Oosterlo.
- 5e peloton: Gierle, Wechelderzande, Lille, Poederlee, Vosselaar, Vlimmeren.
- 6e peloton: Meerle, Meer, Minderhout, Hoogstraten, Wortel, Merksplas, Rijkevorsel.
- 7e peloton: Hulshout, Ramsel, Westmeerbeek, Houtvenne, Herselt, Zoerle-Parwijs, Veerle.
- 8e peloton: Westerlo, Tongerlo, Oevel, Herenthout, Morkhoven, Noorderwijk, Olen.
- 9e peloton: Herentals, Bouwel, Grobbendonk en Vorselaar.